# Olivier Pla

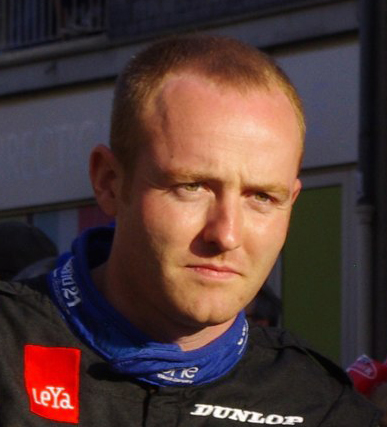
Pla in 2011

Olivier Pla (Toulouse, 22 oktober 1981) is een autocoureur uit Frankrijk die anno 2009 in de Le Mans Series rijdt.

## Loopbaan
Pla's carrière begon in 2000 in de Franse Formule Campus voordat hij in 2001 verhuisde naar het Franse Formule 3-kampioenschap voor het team Saulnier Racing. In 2002 verhuisde hij naar het team ASM Formula 3 en reed hier ook in 2003 in de Formule 3 Euroseries. In 2004 verliet Pla de Formule 3 Euroseries en ging in de World Series by Nissan rijden voor de teams RC Motorsport en Carlin Motorsport.
In 2005 reed hij in het eerste GP2-seizoen voor het team David Price Racing. In het begin van het seizoen bleef hij vaak staan op de startgrid - sommigen beschuldigden de GP2-auto's op het feit dat ze zo vaak stil bleven staan. In een andere race schakelde hij in de achteruit in plaats van de eerste versnelling, waardoor hij zijn auto in die van zijn teamgenoot Ryan Sharp boorde. Echter won hij ook twee sprintraces omdat hij in de hoofdrace als achtste eindigde, wat pole position voor de sprintrace oplevert, op Hockenheim en Silverstone. In 2006 bleef hij bij David Price Racing, maar werd halverwege het seizoen vervangen door Vitaly Petrov omdat zijn sponsorgeld op was na een moeilijke periode waarin hij geen punt scoorde en zijn hand brak in Monaco.
In 2007 nam hij deel aan de Duitse Porsche Carrera Cup. Halverwege het GP2-seizoen 2007 om de geblesseerde Christian Bakkerud te vervangen op Monza. In 2008 verhuist hij naar de sports car racing in een Lola Le Mans Prototype in de Le Mans Series en de 24 uur van Le Mans.
Op dit moment (2010) komt Oliver Pla uit voor het Portugese Quifel - ASM Team in de Le Mans Series.

## GP2 resultaten
- Races vetgedrukt betekent pole positie, Races cursief betekent snelste ronde

| Jaar | Inschrijving       | 1          | 2          | 3          | 4          | 5          | 6          | 7           | 8          | 9          | 10          | 11          | 12         | 13        | 14        | 15         | 16         | 17         | 18         | 19         | 20         | 21         | 22         | 23          | Rang | Punten |
| ---- | ------------------ | ---------- | ---------- | ---------- | ---------- | ---------- | ---------- | ----------- | ---------- | ---------- | ----------- | ----------- | ---------- | --------- | --------- | ---------- | ---------- | ---------- | ---------- | ---------- | ---------- | ---------- | ---------- | ----------- | ---- | ------ |
| 2005 | David Price Racing | SMR FEA 9  | SMR SPR 5  | ESP FEA NF | ESP SPR NF | MON FEA 9  | EUR FEA NF | EUR SPR 8   | FRA FEA NF | FRA SPR 9  | GBR FEA 8   | GBR SPR 1   | GER FEA 8  | GER FEA 1 | HUN FEA 7 | HUN SPR NF | TUR FEA 9  | TUR SPR 17 | ITA FEA NF | ITA SPR NF | BEL FEA 11 | BEL SPR 10 | BHR FEA NF | BHR SPR DNS | 13   | 20     |
| 2006 | DPR Direxiv        | VAL FEA 10 | VAL SPR 15 | SMR FEA NF | SMR SPR NF | EUR FEA 15 | EUR SPR NF | ESP FEA DSQ | ESP SPR 20 | MON FEA NF | GBR FEA Inj | GBR SPR Inj | FRA FEA 16 | FRA SPR 9 | GER FEA   | GER FEA    | HUN FEA    | HUN SPR    | TUR FEA    | TUR SPR    | ITA FEA    | ITA SPR    |            |             | 27   | 0      |
| 2007 | David Price Racing | BHR FEA    | BHR SPR    | ESP FEA    | ESP SPR    | MON FEA    | FRA FEA    | FRA SPR     | GBR FEA    | GBR SPR    | GER FEA     | GER SPR     | HUN FEA    | HUN SPR   | TUR FEA   | TUR SPR    | ITA FEA NF | ITA SPR 13 | BEL FEA    | BEL SPR    | VAL FEA    | VAL FEA    |            |             | 35   | 0      |